# Борьба с терроризмом на Северном Кавказе
Борьба с терроризмом на Северном Кавказе — боевые действия между боевиками различных исламистских группировок и сотрудниками правоохранительных органов России на Северном Кавказе, после официальной отмены режима контртеррористической операции в Чеченской Республике. Также используется название «Вооружённый конфликт на Северном Кавказе».
С 00:00 16 апреля 2009 года на территории Чечни режим контртеррористической операции официально был отменён, что считается окончанием Второй чеченской войны. Тем не менее конфликт не прекратился, более того — имелись признаки его эскалации и распространения на всю территорию Северного Кавказа. При этом, на законодательном уровне Вторая чеченская война и описываемые в данной статье боевые действия рассматриваются вместе как контртеррористические операции на территории Северо-Кавказского региона с августа 1999 года.
К концу 2014 года Национальный антитеррористический комитет сообщал о практически полной ликвидации террористического подполья. Руководители Ингушетии, Дагестана и Кабардино-Балкарии в 2015—2017 годах заявили об окончательной ликвидации террористического подполья в данных республиках. На протяжении 2010-х годов в России наблюдалось значительное снижение террористической активности, число террористических актов снизилось в 7—10 раз. По уровню террористической угрозы Россия опустилась с 9-го места в 2011 году на 37-е место в 2019 году.
19 декабря 2017 года директор ФСБ Александр Бортников официально заявил об окончательном разгроме террористического подполья на Северном Кавказе, однако на законодательном уровне окончание контртеррористических операций не установлено.

## Хронология

### 2009—2013
После окончания войсковой фазы второй чеченской войны в середине 2000-х годов исламисты создали «укоренённое» в ряде республик Северного Кавказа вооружённое подполье из местных жителей. Оно в большей степени при помощи угроз и насилия стремилось навязать обществу свои представления о нормах поведения. На сайтах подпольных организаций публиковались угрозы смертью в адрес директоров школ и учителей за «антиисламские пропаганду и действия»: запрет ношения хиджаба в школе, размещение мальчиков и девочек за одной партой и т. п. Регулярно представители официального исламского духовенства в Дагестане, Ингушетии и Кабардино-Балкарии становились объектами нападения со стороны боевиков. Некоторые социальные слои населения (гадалки, торгующие спиртным предприниматели, женщины лёгкого поведения) подвергались систематическим нападениям со стороны боевиков (прежде всего в Ингушетии и Дагестане).
Когда правоохранительным органам требовалось раскрыть совершённые преступления террористического характера, то они в первую очередь «отрабатывали» списки исламских фундаменталистов (салафитов), которых, по определению, воспринимали как подозрительных. Именно представители этой группы в первую очередь попадали в оперативную разработку сотрудников правоохранительных органов. В результате важнейшей побудительной причиной ухода салафитов в подполье являлось желание отомстить правоохранительным органам.
По оценке Общества «Мемориал», с осени 2008 года в Ингушетии и с весны 2010 года в Дагестане проявилась тенденция поиска нового курса, опирающегося на диалог власти с обществом, строгое соблюдение законности при проведении контртеррористических операций и борьбу с коррупцией. Однако вооружённое подполье компрометировало этот курс, активизируя свою террористическую деятельность, а сотрудники правоохранительных органов продолжали незаконные действия. Мирное население страдало от действий как тех, так и других.
Несмотря на официальную отмену контртеррористической операции, обстановка в регионе оставалась напряжённой. Боевики, ведущие партизанскую войну, активизировались, участились случаи террористических актов. Были совершены теракты в Московском метро (2010) и аэропорту Домодедово (2011), теракты в Волгограде (2013). В Дагестане террористы убивали суфийских богословов (Саид-афанди Чиркейский).
Боевые столкновения, теракты и полицейские операции происходили не только на территории Чечни, но и на территории Ингушетии, Дагестана, Кабардино-Балкарии, реже — на территории Карачаево-Черкесии, Северной Осетии, Ставропольского края. На отдельных территориях неоднократно временно вводился режим контртеррористической операции.
Политик Виктор Алкснис считал, что обострение может перерасти в «Третью российско-чеченскую войну».
Начиная с 15 мая 2009 года российские силовые структуры усилили операции против отрядов боевиков в горных районах Ингушетии, Чечни и Дагестана, что вызвало ответную активизацию террористической деятельности со стороны боевиков. К участию в контртеррористических операциях периодически привлекались артиллерия и авиация. С 2009 года центр вооруженного противостояния сместился из Чечни в Дагестан, который с 2010 по 2012 год был полномасштабной горячей точкой, где ежедневно происходили нападения. В сентябре 2009 года глава МВД РФ Рашид Нургалиев заявил что за 2009 год на Северном Кавказе было нейтрализовано более 700 боевиков. Глава ФСБ Александр Бортников заявил, что на Северном Кавказе в 2009 году задержаны почти 800 боевиков и их пособников.
Как отмечалось в тематическом докладе американских военных исследователей (2012), «Северный Кавказ находится в глубоком болезненном состоянии». В докладе резюмируется: «Северный Кавказ больше не является сценой крупномасштабных военных действий, сконцентрированных в Чечне, как это было в 1994—1996 годах и в 1999—2002 годах. Вместо этого, сопротивление перешло в повстанческую деятельность, от низкого до среднего уровня, которая охватывает весь регион».
В 2009—2012 годах российским силовым структурам удалось ликвидировать многих лидеров кавказских боевиков, включая амира Кабардино-Балкарского джамаата и идеолога Имарата Кавказ Анзора Астемирова, амира вилаята Дагестана и организатора теракта в Московском метро Магомедали Вагабова, а также заместителя амира Имарата Кавказ Супьяна Абдуллаева и лидера арабских наёмников в регионе Муханнада.

### После 2013 года
Общее снижение числа жертв конфликта в 2013—2014 годах прошло одновременно с эскалацией конфликта в Сирии и оттоком части радикально настроенной молодёжи в эту страну.
В начале 2013 года, в ходе контртеррористической операции в Чечне был ликвидирован один из лидеров чеченских боевиков Хусейн Гакаев вместе со своей бандгруппой. В сентябре 2013 года, в ходе спецоперации был ликвидирован бессменный лидер «Имарата Кавказ» Доку Умаров. Однако о его смерти боевики сообщили лишь через полгода, в марте 2014 года. Эксперты связывали это с тем, что к тому моменту среди боевиков не было тех кто мог занять место опытного Умарова. Новым главой организации был избран шариатский судья «Имарата Кавказ» Алиасхаб Кебеков.
К концу 2014 года Национальный антитеррористический комитет сообщал о практически полной ликвидации террористического подполья. Российские силовые структуры разгромили и парализовали деятельность Имарата Кавказ, почти лишив его возможности осуществлять операции и коммуникацию.
С конца 2014 года шёл процесс присяги части оставшихся на Северном Кавказе боевиков «Исламскому государству». 21 июня 2015 года появились сообщения о том, что боевики четырёх вилаятов «Имарата Кавказ» присягнули лидеру ИГ, которое, в свою очередь, приняло эту клятву в верности и заявило о создании своего отделения в регионе «Вилаята Кавказ». С появлением ячеек ИГ и усилением его активности на Кавказе российские правоохранительные органы стали чаще сообщать об убийстве последователей «Исламского государства». Обобщая многочисленные сообщения в декабре 2015 года глава ФСБ Александр Бортников заявил, что из 26-и лидеров группировок, присягнувших «Исламскому государству» на Северном Кавказе, в 2015 году были убиты 20.
В то же время ставший соперником ИГ в борьбе за приверженность вооружённого подполья «Имарат Кавказ» заметно снизил активность — последняя крупная атака, за которую взяла ответственность эта организация, была проведена боевиками в декабре 2014 года. В ходе спецоперации силовиков 19-20 апреля 2015 года в пригороде Буйнакска был убит его лидер Алиасхаб Кебеков. После смерти Кебекова Имарат Кавказ стал стремительно терять свои позиции в Дагестане. Новый лидер «Имарата Кавказ» Магомед Сулейманов был уничтожен спустя всего 4 месяца, 11 августа 2015 года, наряду с последним амиром так называемого «Вилаята Дагестан» Камилем Саидовым, и еще с двумя боевиками. По ряду оценок к концу 2015 года Имарат Кавказ прекратил своё существование как единое целое.
Руководители северокавказских регионов неоднократно заявляли о ликвидации подполья на территории их республик, в частности глава Дагестана Рамазан Абдулатипов, в начале 2017 года, глава Ингушетии Юнус-Бек Евкуров в середине 2015 года, а также МВД Кабардино-Балкарии в конце 2016 года.
В декабре 2016 года в Дагестане был ликвидирован лидер «Вилаята Кавказ», раннее занимавший должность амира Вилаята Дагестан в структуре «Имарата Кавказ» Рустам Асельдеров. Ряд экспертов отмечали, что системное сопротивление боевиков как Имарата Кавказ, так и кавказского филиала ИГ к этому времени было сломлено.
В декабре 2017 года глава ФСБ Александр Бортников заявил об окончательной ликвидации террористического подполья на Северном Кавказе. Однако и дальше на Кавказе продолжались поиски отдельных бандгрупп и лиц, пытавшихся выжить при крайне неблагоприятных обстоятельствах. Постепенно их вылавливали или уничтожали спецслужбы. Так, согласно докладу командующего Объединённой группировкой войск на Северном Кавказе генерала-лейтенанта В. А. Федорука, в ходе служебно-боевой деятельности возглавляемой им группировки за 2020 году нейтрализовано более 20 террористов и задержано более 70 их пособников, а также более 480 граждан, находящихся в розыске; обнаружено и уничтожено более 100 объектов инфраструктуры бандподполья.
В январе 2021 года был уничтожен последний крупный полевой командир Аслан Бютукаев вместе с группой из 5 боевиков. В связи с этим 20 января Рамзан Кадыров заявил о полном уничтожении бандитского подполья в Чечне. 
Несмотря на ликвидацию организованного террористического подполья на Северном Кавказе к концу 2010-х, режимы контртеррористической операции вводились впоследствии неоднократно (например, в Ингушетии в апреле 2023 года, в Карабулаке в марте 2024 года).